# Utagawa Kunimasa
En aquest nom japonès, el cognom és Utagawa.

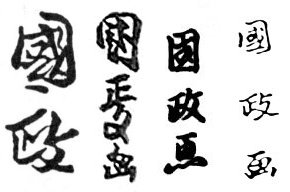
Exemples de la signatura de Kunimasa

Utagawa Kunimasa (歌川 国政) (1773-1810) va ser un gravador japonès d'ukiyo-e i alumne d'Utagawa Toyokuni. Original d'Aizu, antiga província d'Iwashiro, quan va arribar a Edo (ara Tòquio), va treballar en una tintoreria. Va ser allà que Toyokuni es va fixar en ell, i el va fer el seu aprenent.
Kunimasa és especialment conegut pels seus gravats yakusha-e (役者絵, retrats d'actors kabuki) i pels seus bijinga (美人画, quadres de dones boniques). Es diu del seu estil que lluita per "combinar la intensitat de Sharaku amb la pompa decorativa del seu mestre Toyokuni". Tanmateix, els que fan aquesta comparació sovint diuen que no va aconseguir el nivell d'intensitat de Sharaku.